# Verband Saarländischer Karnevalsvereine
Der Verband Saarländischer Karnevalsvereine e.V. (VSK) ist ein Landesverband beim Bund Deutscher Karneval. Er ist die Dachorganisation von über 170 Karnevalsvereinen des Saarlandes.

## Geschichte
Der Verband Saarländischer Karnevalsvereine wurde am 2. Dezember 1953 in Saarbrücken gegründet. 1955 wurde der Verband in den Bund Deutscher Karneval aufgenommen. 1968 gab es erstmals einen Empfang der Narren beim Ministerpräsidenten in der Staatskanzlei, im selben Jahr wurde erstmals die Saarlandmeisterschaft im karnevalistischen Tanz abgehalten. 1971 wurde erstmals die Saarländische Narrenschau präsentiert, eine große Festsitzung der Vereine. 1979 wurde das Saarländische Fastnachtsmuseum in Ottweiler eröffnet.
2000 entstanden eigene Veranstaltungen für Kinder und Jugendliche. 2004 entstand die Jugendabteilung VSK-J, die später als VSK-Jugend neu gegründet wurde. Seit 2004 wird die Saarländische Narrenschau im SWR Fernsehen und später auch im SR Fernsehen ausgestrahlt. Die Geschäftsstelle des Verbandes befindet sich seit 2018 in Dudweiler.

## Bezirke
- Saarbrücken – Obere Saar
- Warndt – Völklingen
- Saarlouis – Lebach
- Merzig – Wadern
- St. Wendel
- Illtal
- Neunkirchen – Sulzbachtal
- Saarpfalzkreis